# Sötét tinóru
A sötét tinóru  vagy más néven bíboros sötéttinóru (Porphyrellus porphyrosporus) tűlevelű erdőkben, tápanyagban szegény, savanyú homokos talajú, valamint humuszban gazdagabb talajú lombhullató erdőkben előforduló faj. Kedveli a hegyvidéki fenyveseket. Magyarországon még nem találták meg példányait.
Magyarországon védett gombafaj, természetvédelmi értéke 10.000 Ft/termőtest.

## Előfordulása
Júniustól októberig, savanyú talajú fenyő-, ritkábban lomberdőben, luc, jegenyefenyő, kéttűs fenyő vagy bükk alatt. Nagyon ritka gombafaj, mikorrhizás. Hazánkban eddig még nem került elő.

## Megjelenése
Kalapja 4–12 cm széles, először szürke-, sötét-, olív-, végül feketésbarna, felülete egységesen, finoman nemezes, bársonyos, matt, száraz.
Termőrétege kezdetben barnásszürke, végül piszkosbarnás, a kalaphoz hasonló színű.
Tönkje sötétbarna, feketésbarna, kalapszínű, felülete nemezes-bársonyos, alja gyakran világosabb.
Húsa piszkos fehéresszürke, megvágva kissé vörösödő vagy gyengén zöldeskékre színeződik. Kellemetlen szagú, kesernyés vagy csípős ízű.
Spórája 14-17 x 6-7,5 µm méretű, elliptikus. Spórapora barna, rozsdabarna.

## Felhasználhatósága
Húsa nagyon szálas, íze főzés után is keserű, kellemetlen szagú. Nem mérgező faj. Nagyon ritka, kíméletre szorul.

## Összetéveszthetősége
Jellegzetes, nem összetéveszthető faj.

## Megjegyzés
Változékony faj, korábban két fajra választották szét: a tűlevelű erdők lakója (Porphyrellus Pseudoscaber) és a lombos erdőben élő (Porphyrellus Porphyrosporus). Az újabb vizsgálatok szerint nem indokolt ez a felbontás.